# Cecilia Hart
Cecilia Hart (Cheyenne (Wyoming), 19 februari 1948 - Westport (Connecticut), 16 oktober 2016) was een Amerikaanse actrice.

## Biografie
Hart begon met acteren in het theater, zij maakte in 1976 haar debuut op Broadway in het toneelstuk The Heiress als Marian Almond. Hierna heeft zij nog driemaal opgetreden op Broadway. In 1977 met het toneelstuk Dirty Linen & New-Found-Land als Maddie, in 1982 met het toneelstuk Othello als Desdemona en in 1984 met het toneelstuk Design For Living als Helen Carver.
Hart begon in 1978 met acteren voor televisie in de televisieserie Emergency!. Hierna heeft zij nog meerdere rollen gespeeld in televisieseries en films zoals Mr. Sunshine (1986) en Law & Order (1993-1998).
Hart was van 1971 tot en met 1982 getrouwd met Bruce Weitz (bekend van zijn rol Michael 'Mick' Belker in de politieserie Hill Street Blues) en vanaf 1982 was zij tot haar dood getrouwd met James Earl Jones. Ze was moeder van een zoon.
Ze overleed op 68-jarige leeftijd aan ovariumcarcinoom.

## Filmografie

### Films
Uitgezonderd korte films.
- 1989 Starting Now - als Felicia Kent
- 1980 The Silent Lovers – als Norma Shearer
- 1978 A Woman Called Moses – als Susan Broadas

### Televisieseries
Uitgezonderd eenmalige gastrollen.
- 1986 Mr. Sunshine – als Janice Hall – 11 afl.
- 1979 - 1980 Paris - als Stacey Erickson - 13 afl.
- 1980 A Woman Called Moses - als Susan Broadas - 2 afl.